# Filientomon bipartitei
Filientomon bipartitei är en urinsektsart som beskrevs av Lee och Rim 1988. Filientomon bipartitei ingår i släktet Filientomon och familjen lönntrevfotingar. Inga underarter finns listade i Catalogue of Life.